# Knjige u 2002.
◄◄ | ◄ | 1999. | 2000. | 2001. | 2002.  | 2003. | 2004. | 2005. | ► | ►►
Arhitektura • Astronautika • Astronomija • Biologija • Film • Fotografija • Glazba • Kazalište • Kemija • Kiparstvo • Knjige • Književnost • Kršćanstvo • Meteorologija • Medicina • Planinarstvo • Politika • Pravo • Promet • Slikarstvo • Strip • Šport • Televizija • Znanost • Zrakoplovstvo • Željeznički promet
Knjige u 2002.

## Svijet
- Sačekuša, Predrag Jeremić. Izdavač: Otvorena knjiga. Broj stranica: 224. Pismo: Latinica. ISBN 8683963012

## Hrvatska i u Hrvata

### 1, 2, 3, ...
- 129,90 kn, Frédéric Beigbeder. Prevoditelj: Ljiljana Ješić. Nakladnik: OceanMore. Broj stranica: 272.  Beletristika. ISBN 953-705-649-X

### A
- Američka predavanja, Italo Calvino. Prevoditelj: Vanda Mikšić. Nakladnik: Ceres. Broj stranica: 149. Publicistika. ISBN 953-207-050-8
- Američki fikcionar, Dubravka Ugrešić. Nakladnik: Konzor. Broj stranica: 194. Publicistika. ISBN 953-224-004-7

### B
- Besmrtnost, Milan Kundera. Prevoditelj: Sanja Milićević Armada. Nakladnik: Meandar. Broj stranica: 337. Beletristika. ISBN 953-206-018-9
- Blagoslov zemlje, Knut Hamsun. Prevoditelj: Antun Branko Šimić. Nakladnik: Šareni dućan. Broj stranica: 326. Beletristika. ISBN 953-668-328-8
- Brana na Pacifiku, Marguerite Duras. Prevoditelj: Ingrid Šafranek. Nakladnik: Vuković & Runjić. Broj stranica: 304. Beletristika. ISBN 953-679-131-5

### C
- City, Alessandro Baricco. Prevoditelj: Vanda Mikšić. Nakladnik: Edicije Božičević. Broj stranica: 293. Beletristika. ISBN 953-6751-18-6
- Commedia, Krešimir Pintarić. Nakladnik: AGM. Broj stranica: 61. Poezija. ISBN 953-174-158-1

### F
- Flora Hrvatske, Radovan Domac. Izdavač: Školska knjiga. Broj stranica: 504. Botanika. ISBN 978-953-0-31104-4 nevaljani ISBN

### Z
- Zlatno tele, Iljf i Petrov. Prevoditelj: Vladimir Gerić. Nakladnik: Šareni dućan. Broj stranica: 334. Beletristika. ISBN 953-6683-15-6

## Vanjske poveznice
|  | Zajednički poslužitelj ima još gradiva o temi Knjige iz 2002. |